# Iglesia de San Bartolomé (Borba)
La iglesia de San Bortolomé de la freguesia portuguesa de São Bartolomeu (municipio de Borba), es un edificio religioso del siglo XVI. Tiene la categoría de «Monumento de Interés Público».

## Descripción
La iglesia fue fundada en 1560, como capilla sujeta a Matriz, en el mismo emplazamiento donde previamente estaba edificada una ermita con el mismo nombre. Se la menciona en una carta que data del 1597, dirigida al rey Felipe I de Portugal, “requerendo-lhe a confirmação da Freguesia e Igreja de São Bartolomeu”. Se convirtió en el año 1609 en sede de freguesia, situación que se aprovechó para reconstruirla totalmente. La iglesia destaca por las pinturas del techo, datadas de alrededor de 1630, las cuales representan distintas escenas de la vida de Bartolomé el Apóstol. La fachada principal, rematada por un hastial triangular, también cuenta con una imagen en mármol policromado del apóstol. La estétitca de la fachada viene determinada por la disposición de dos contrafuertes. En el centro se encuentra un portal compuesto por una moldura rectangular y ladeada por dos columnas jónicas de fuste estriado, que se asientan sobre basas donde está grabado en relieve elementos alusivos al martirio de San Bartolomé.
A lo largo de los siglos XVII, XVIII e inicios del XIX, la iglesia fue ornamentada con numerosas contribuciones artísticas. Entre 1669 y 1673 la iglesia fue revestida con azulejos padrão venidos de Lisboa. En 1731, fue construido un retablo en talla dorada, cuyo autor, Manuel Nunes da Silva, es uno de los más importantes y reconocidos escultores del barroco alentejano.
Cabe nombrar también la capilla del Santísimo Sacramento, erigida entre 1786 y 1790. En su interior puede contemplarse un lienzo del pintor borbense José de Sousa de Carvalho, que representa el «Triunfo del Santísimo Sacramento». En 1808 fue encomendado al maestre organero António Xavier Machado e Cerveira la construcción de un órgano para la iglesia.
La iglesia es de planta longitudinal, y cuenta con una única nave con tres bóvedas de crucería de arcos ojivales apoyadas en contrafuertes, pero incrustados en los anexos que se fueron añadiendo a las paredes con el paso del tiempo.